# 1034
Початок Високого Середньовіччя •  Епоха вікінгів •  Золота доба ісламу •  Реконкіста •  Київська Русь

## Геополітична ситуація
Візантію очолив Михайло IV Пафлагонський. Конрад II є імператором Священної Римської імперії.
Королем Західного Франкського королівства є Генріх I.
Апеннінський півострів розділений між численними державами: північ належить Священній Римській імперії, середню частину займає Папська область, на південь від Римської області лежать невеликі незалежні герцогства, півдненна частина півострова належать Візантії. Південь Піренейського півострова займають численні емірати, що утворилися після розпаду Кордовського халіфату. Північну частину півострова займають християнські королівство Леон (Астурія, Галісія), Наварра (Арагон, Кастилія), де править Санчо III Великий, та Барселона.
Канут Великий є королем Англії й Данії.
У Київській Русі княжить Ярослав Мудрий. У Польщі настав період безладу. У Хорватії править Степан I. Королівство Угорщина очолює Іштван I.
Аббасидський халіфат очолює аль-Каїм, в Єгипті владу утримують Фатіміди, в Середній Азії — Караханіди, у Хорасані — Газневіди, які захопили частину Індії. У Китаї продовжується правління династії Сун. Значними державами Індії є Пала, Пратіхара, Чола. В Японії триває період Хей'ан.

## Події
- Після вбивства короля Мешка II в Польщі настав безлад. Через повстання великих феодалів син короля Казимир I утік у Німеччину. У Мазовії владу захопив колишній чашник Мецлав.
- Князем Богемії став Бретіслав I. Скориставшись із негараздів у Польщі, він захопив значну частину її земель.
- Михайло IV Пафлагонський став імператором Візантії.
- Піза захопила на рік місто Аннаба в Магрибі.
- Засноване князівство Невшатель.

## Народились
див.також: Категорія:Народились 1034
- 3 вересня — Імператор Ґо-Сандзьо, 71-й імператор Японії.

## Померли
див.також: Категорія:Померли 1034
- 11 квітня — Роман III Аргир, імператор Візантії з 1028 по 1034 роки.
- 10 травня — Мешко II В'ялий, польський король.
- Адемар Шабанський, французький хроніст.
- Малкольм II, король Шотландії.